# توماس كانينج
توماس كانينج (بالإنجليزية: Thomas Canning)‏ هو ملحن أمريكي، ولد في 12 ديسمبر 1911 في بنسيلفانيا في الولايات المتحدة، وتوفي في 4 أكتوبر 1989.

## وصلات خارجية
- توماس كانينج على موقع ميوزك برينز (الإنجليزية)